# Claude Frikart
Claude Henri Edouard Frikart CIM (* 5. März 1922 in Ermont, Département Val-d’Oise, Frankreich; † 18. Dezember 2014 in Paris) war ein französischer Geistlicher und römisch-katholischer Weihbischof in Paris.

## Leben
Claude Frikart trat der Ordensgemeinschaft der Kongregation von Jesus und Maria bei und empfing am 2. Juli 1948 die Priesterweihe. Von 1950 bis 1958 war er Präfekt von Sainte-Marie de Caen. Bis 1965 war Frikart als Missionar in der Elfenbeinküste tätig. 1975 wurde er Dekan der Pfarreien im 12. Arrondissement in Paris, ehe er 1984 Generalvikar des Erzbistums Paris wurde.
Papst Johannes Paul II. ernannte ihn am 21. Juni 1986 zum Weihbischof in Paris und Titularbischof von Summula. Die Bischofsweihe spendete ihm Jean-Marie Kardinal Lustiger am 2. September desselben Jahres; Mitkonsekratoren waren Michel Louis Coloni, Weihbischof in Paris, und Armand François M. Le Bourgeois CIM, Bischof von Autun. Als Bischof engagierte sich Frikart stark für die Eingliederung von Migranten.
Am 2. September 1997 nahm Johannes Paul II. seinen altersbedingten Rücktritt an. Er starb am 18. Dezember 2014 im Alter von 92 Jahren und wurde am 23. Dezember desselben Jahres in der Kathedrale Notre-Dame de Paris beigesetzt.